# 佐野匡男
佐野 匡男（さの まさお、1942年 - ）は奈良県出身のメディア研究者、元・関西大学総合情報学部教授。研究分野は、ケーブルテレビ、コミュニティ放送をキーワードとした地域メディア論。ケーブルテレビ事業について20年を超える実務経験をもつ、実務出身の研究者である。

## 経歴
1965年に早稲田大学第一文学部哲学科心理学専修を卒業。当時の電通PRセンターに入社した。
1970年代はじめ、当時の通商産業省はニューメディアと呼ばれた「映像情報システムの開発」を目的とする実験システム構築を企画し、1973年にはその対象地として奈良県生駒市東生駒地区が選ばれた。佐野はHi-OVIS(Highly-interactive Optical Visual Information System)と名付けられたこの双方向映像配信実験プロジェクトに、1973年から調査・広報担当として関わった。
生駒市で双方向映像配信の運用実験が始まった1976年に、佐野は財団法人生活映像情報システム開発協会に移り、さらに、実験終了(1983年)後、やがて近鉄ケーブルネットワーク(KCN)に展開するケーブルテレビ事業に近畿日本鉄道が乗り出した時期(1985年)に近鉄に入社し、翌1986年にKCNに移った。その後、一時期、松下電器産業にも籍を置いた。
1990年頃から非常勤講師として大学で教鞭を執り始め、1994年に新設された関西大学総合情報学部教授に就任した。2009年3月に関西大学を退職。

## 著書
単著
- 『初心者のためのケーブルテレビ講座』（ニューメディア、1993年）ISBN 9784931188044（「新版」1999年、 ISBN 9784931188228）
- 『ケーブルテレビ・未来の記憶―放送と通信を駆ける』（サテマガ・ビー・アイ、2005年）ISBN 9784901867146（「改訂版」2008年、 ISBN 9784901867276）

共著
- 『ケーブルテレビジョンの野望―放送事業のパラダイム転換』佐野匡男、伊沢偉行（電気通信協会/オーム社、1995年）ISBN 9784885498084

## エピソード
- ケーブルテレビ業界の発展に貢献した人物に贈られる「ケーブルマン・オブ・ザ・イヤー[8]」を、1989年に受賞している[1]。